# Fototeodolite

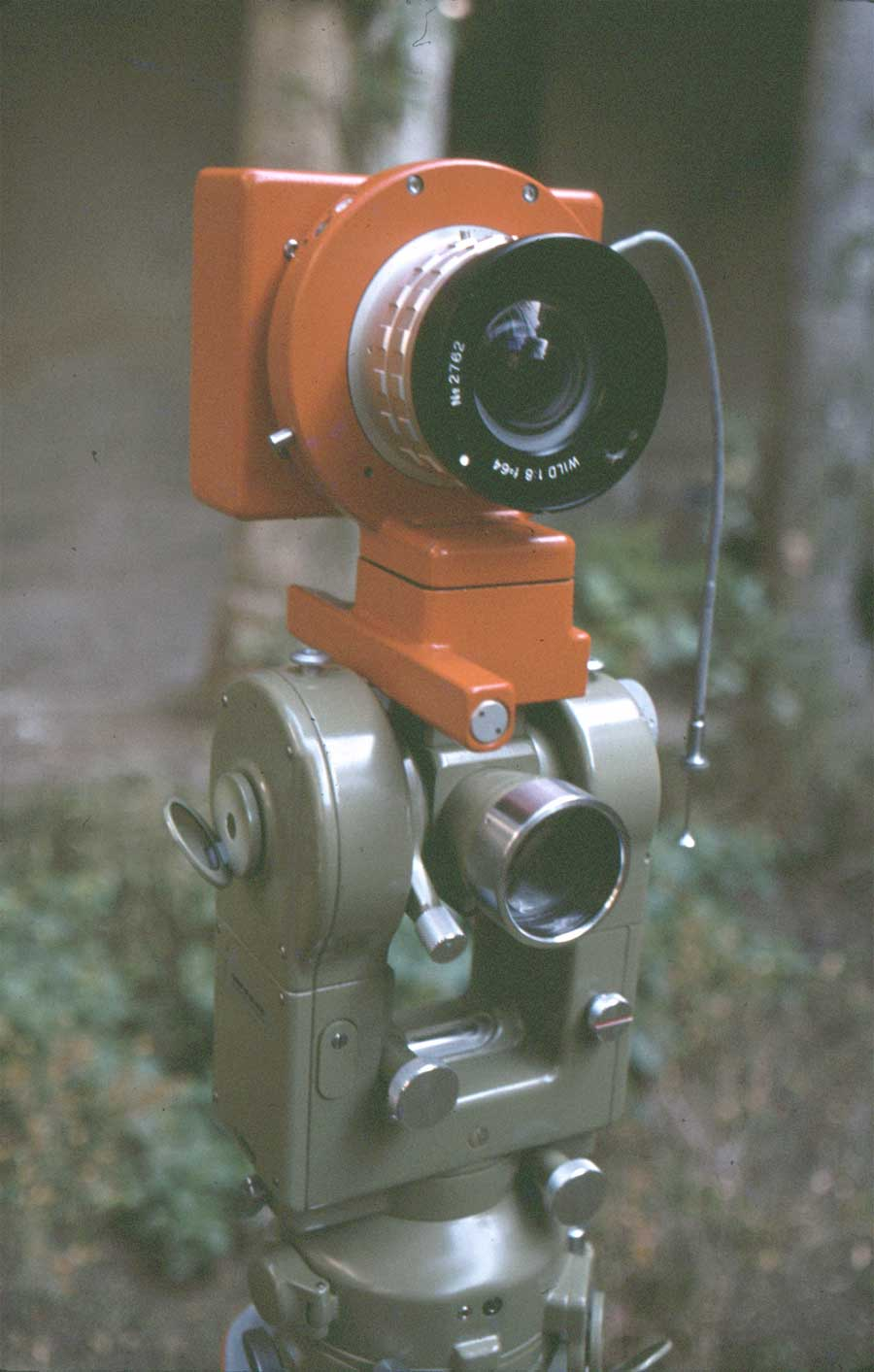
La camera metrica Wild P32 montata sul cannocchiale di un teodolite

Il fototeodolite è uno strumento ottico nato dal connubio del teodolite e della camera metrica. L'accoppiamento dei due strumenti nasce dalla necessità di conoscere l'orientamento della camera metrica al momento della ripresa e di rilevare, sul modello fotografato, alcuni punti che possono essere di appoggio, nella ricostruzione del modello ottico tridimensionale, o semplicemente di verifica.

## Operazioni di ripresa

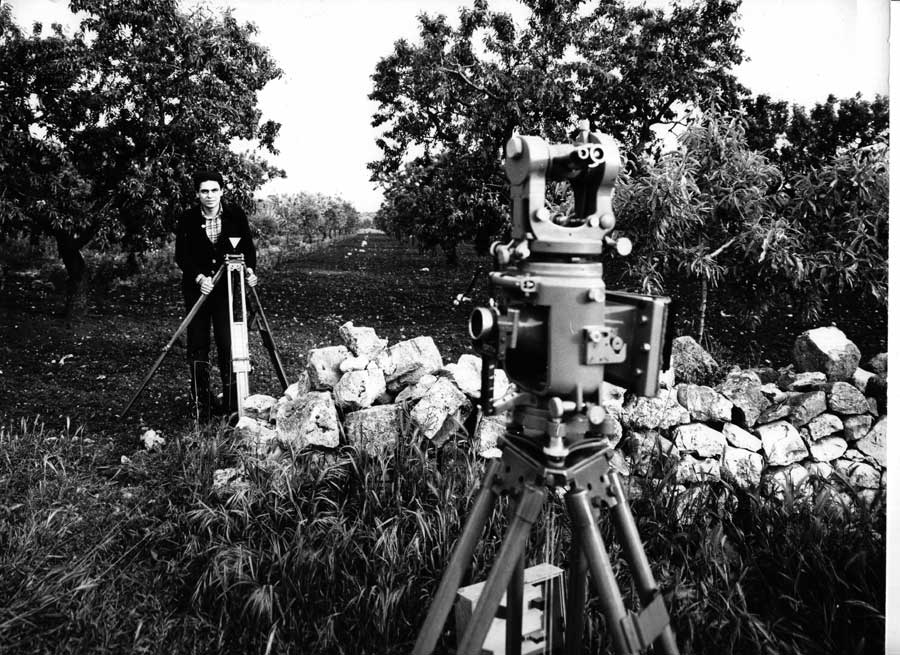
Fototeodolite Wld P30

La ripresa con questo strumento comportava:
- la sistemazione dei cavalletti, posti tra di loro ad una distanza uguale alla base, in due punti scelti in modo da avere una buona inquadratura del soggetto;
- sistemazione, sul treppiede di sinistra, dello strumento, messo in stazione con metodologia topografica (allo scopo di rendere verticale l'asse dello strumento);
- sistemazione sul secondo cavalletto della mira. Questa serviva a fissare la direzione dell'asse x, in un riferimento cartesiano ortogonale che ha l'origine nel teodolite, l'asse x  nella direzione della base, l'asse z , secondo l'asse dello strumento e diretto verso l'alto, e l'asse y , ortogonale al piano xz  e diretto verso l'oggetto del rilievo;
- rilievo topografico dei punti di appoggio e scatto della fotografia;
- sistemazione dello strumento sul secondo cavalletto e della mira sul primo. Questa operazione, apparentemente semplice, spesso spostava il treppiede (annullando l'operazione precedente), perché spesso lo strumento s'incastrava nella basetta;
- scatto della fotografia e rilievo dei punti di appoggio da destra. Nella stazione di destra le due operazione venivano invertite, onde evitare un grande differenza delle ombre sui due fotogrammi.

## Caso normale

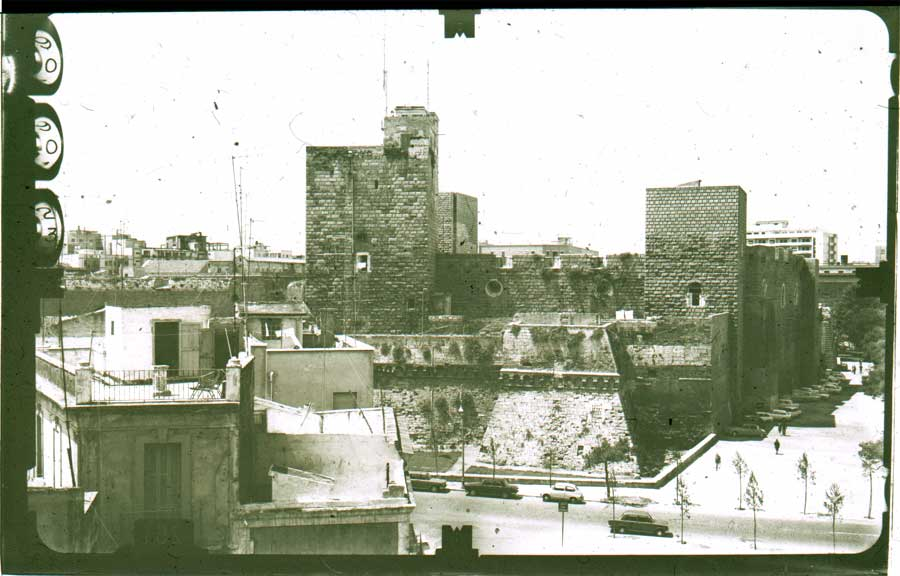
Fotogramma ottenuto con il fototeodolite Wild P30 per il rilievo del castello di Bari

Le operazioni si semplificano notevolmente nel "caso normale", cioè quando l'asse ottico della camera è ortogonale alla base in entrambe le fotografie. In questo caso si può prescindere dal rilievo topografico dei punti di appoggio, basta bloccare l'asse ottico del teodolite in posizione ortogonale a quello della camera  e l'intera ripresa, per ogni stazione, non superava la durata di dieci minuti.
In alcuni casi il fototeodolite si otteneva montando una camera metrica  sul cannocchiale, con l'ausilio di una basetta fissata con taratura. Nella foto  in alto, è riportata la camera metrica Wild P32 montata sul cannocchiale. In questo caso, per effettuare ogni ripresa con il caso normale, occorreva puntare il cannocchiale sulla mira del secondo cavalletto e, poi, ruotarlo di 90°.